# アングン
アングン（Anggun Cipta Sasmi 、1974年4月29日 - ）は、インドネシア・ジャカルタ出身のポップシンガーソングライターである。

## 経歴

### デビューまで
インドネシアのジャカルタにてジャワ人の作家の父とジョグジャカルタの王位家族出身の母の元に生まれる。彼女の名前はバリ語で夢からの優美さと言う意味。イスラム教徒ではあったが、幼少期はより良い環境下での学業の為カトリック系の学校に通っていた。7歳から父の元厳しい歌のレッスンを開始する。そしてまもなく母親がマネージャーとなり、歌手として売り込みを始める。9歳の時に曲作りを始め子供向けのアルバムを発表する。

### 歌手として
10代前半の頃はボンジョヴィなどのロックに影響を受けた。12歳の時に公式のファーストアルバム"Dunia Aku Punya"を発表。インドネシアロック界の巨匠イアン・アントノによるプロデュースであった。しかしこのファーストアルバムはヒットには繋がらなかった。それから3年後、"Mimpi"と言うソフトロック調の曲を発表し人気を得る。1990年には彼女最大のヒット曲"Tua Tua Keladi"を発売。以降人気を持続する。
1992年にフランス人エンジニアと交際を始め、後に結婚。夫は彼女のマネージャーとなる。93年には自身のレコード会社を設立し、インドネシア国内での最後のアルバムAnggun C. Sasmi... Lah!!! を発表し大ヒットを記録。19歳の頃になるとインドネシア国内での活動に行き詰まりを感じ1994年から世界へ向け活動を開始する。
先ずはロンドンにて売り込みを始めるが、期待外れに終わり夫の故郷であるフランスへ移住し音楽活動を開始する。96年にセリーヌ・ディオンなどとの仕事で有名なエリック・ベンジを紹介され、アングンの声と才能に惚れ込みファーストアルバムの準備に取り掛かる。無事にレコード会社とも契約し97年にフランスでのファーストアルバムAu nom de la luneを発表。アルバムからのデビューシングル"La neige au Sahara"はフランスのシングルチャートで16位となり幸先のよいスタートとなる。アルバムも34位まで上がりアジア出身のアーティストとしては異例のヒットとなる。このヒットを受け英語版Snow on the Saharaも製作され、世界33カ国で発売される。シングル"Snow on the Sahara"はイタリアやスペインでもヒットを記録し一躍ヨーロッパで有名となる。
その後も順調にフランス国内は勿論、世界中で曲がリリースされ長く人気を保つ。
2002年にはデンマーク映画しあわせな孤独のサントラに参加。
ディープ・フォレストやDJ Camなどコラボレーションにも多数参加。
長年のフランスでの活動に敬意を示され2012年のユーロビジョン・ソング・コンテスト2012にはフランス代表として参加。
2015年からAsia's Got Talentに審査員として番組へ参加。

### 私生活
1992年～99年までフランス人Michel Georgeaと結婚していた。
2004年～2006年までカナダ人Olivier Mauryと結婚していた。
2006年にフランス人作家シリル・モンタナと結婚し、2007年に女児をもうけるも、2015年に離婚した。

## ディスコグラフィー
インドネシア語アルバム
- Dunia Aku Punya (1986)
- Anak Putih Abu Abu (1991)
- Nocturno (1992)
- Anggun C. Sasmi... Lah!!! (1993)

英語アルバム
- Snow on the Sahara (1997)
- Chrysalis (2000)
- Luminescence (2005)
- Elevation (2008)
- Echoes (2011)

フランス語アルバム
- Au nom de la lune (1997)
- Désirs contraires (2000)
- Luminescence (2005)
- Élévation (2008)
- Échos (2011)